# Triguinho
Luciano da Silva, meglio noto come Triguinho (Piquete, 25 febbraio 1979), è un ex calciatore brasiliano, di ruolo difensore.